# Кан Сун Нам
Кан Сун Нам (кор. 강순남) — северокорейский политик и генерал. Министр обороны КНДР (2022—2024). Он также является членом Центральной военной комиссии Трудовой партии Кореи (ТПК) и членом 8-го Центрального комитета Трудовой партии Кореи.
Ранее был директором департамента гражданской обороны Трудовой партии Кореи, курирующего Рабоче-крестьянскую красную гвардию. Он занимал такие должности, как заместитель министра народных вооружённых сил и командир 671-го большого сводного подразделения.

## Биография
Его место рождения и дата рождения неизвестны. Впервые он был избран членом похоронного комитета маршала Ли Ыль Солю, который скончался 7 ноября 2015 года. 24 декабря того же года он участвовал в совместной оперативной подготовке Больших объединённых сил в качестве командующего 671-м объединённым подразделением. На 7-м съезде ТПК, состоявшемся 9 мая 2016 года, был избран членом Центрального комитета Трудовой партии Кореи, и хотя сроки его назначения неизвестны, он стал вице-министром народных вооружённых сил. 25 июля 2017 года присутствовал на праздновании 90-й годовщины основания Народно-освободительной армии Китая в посольстве Китая в Северной Корее и встретился с послом Китая Ли Цзиньцзюнем.
Избран делегатом на выборах делегатов 14-го Верховного народного собрания, состоявшихся 10 марта 2019 года. Он был избран членом 8-го Центрального комитета на 8-м съезде Трудовой партии Кореи, состоявшемся 5 января 2021 года, а на 1-м пленарном заседании 8-го Центрального комитета партии, состоявшемся 10 января, Рабочая партия Кореи избрала его членом 8-й Центральной военной комиссии и директором департамента военной промышленности Центрального комитета.
9 сентября 2021 года на военном параде, посвящённом 73-й годовщине основания страны, было подтверждено, что он назначен директором департамента гражданской обороны ТПК.
14 апреля 2022 года приказом Центрального военного совета ему было присвоено звание генерала. В августе того же года он выступил с докладом на 6-м собрании Рабоче-крестьянской красной гвардии.
1 января 2023 года на пленарном заседании ТПК Кан был назначен министром обороны.
В июле 2023 года министр обороны России Сергей Шойгу прибыл в Северную Корею на празднование 70-й годовщины окончания Корейской войны. Он встретился с Кан Сун Намом и северокорейским лидером Ким Чен Ыном. В ходе встречи Шойгу высоко оценил северокорейскую армию как «самую мощную» в мире.

## Санкции
23 февраля 2024 года Евросоюз ввёл 13-й пакет санкций после двух лет агрессивной войны против Украины, в который вошёл министр обороны Кан Сун Нам, из-за поддержки действий против Украины, в документе утверждалось что министр Кан причастен к поставкам вооружений из КНДР в РФ.

## Награды и почести
Во время парада 8 февраля 2023 года Кана можно было увидеть со всеми вручёнными ему наградами.
|  |  |  |
|  |  |  |
|  |  |  |
|  |  |  |
|  |  |  |
|  |  |  |
|  |  |  |
|  |  |  |
|  |  |  |